# 에우파르케리아
에우파르케리아(Euparkeria)는 트라이아스기 전기에 아프리카에 살던 몸길이 약 60cm의 소형 파충류로, 공룡의 조상과 가까운 형태의 파충류이다. 머리가 크고 강력한 이빨과 발톱을 가지고 있으며, 작은 동물들을 습격해 포식했을 것으로 추정된다.